# Stazione di Pedace
Stazione di Pedace vasútállomás Olaszországban, Pedace településen.

## Vasútvonalak
Az állomást az alábbi vasútvonalak érintik:
- Cosenza-Catanzaro Lido-vasútvonal
- Cosenza-Camigliatello-San Giovanni in Fiore-vasútvonal

## Kapcsolódó állomások
A vasútállomáshoz az alábbi állomások vannak a legközelebb:
- Bosco railway halt
- Magli railway halt